# Лисинка
Лисинка (устар. Лиснянка) — река в России, протекает по Санчурскому району Кировской области. Устье реки находится в 198 км по левому берегу реки Большая Кокшага. Длина реки составляет 18 км, площадь водосборного бассейна 66,3 км².
Исток реки расположен в лесном массиве в 21 км к северо-востоку от Санчурска. Высота истока — 115,3 м над уровнем моря. Река течёт на юго-запад, протекает деревни Чёрная Речка, Марийская Лиса, Малая Русская Лиса, Большая Русская Лиса, Красногорье. Впадает в Большую Кокшагу напротив деревни Большой Краснояр. Высота устья — 82,5 м над уровнем моря. Уклон реки — 1,8 м/км.

## Данные водного реестра
По данным государственного водного реестра России относится к Верхневолжскому бассейновому округу, водохозяйственный участок реки — Волга от Чебоксарского гидроузла до города Казань, без рек Свияга и Цивиль, речной подбассейн реки — Волга от впадения Оки до Куйбышевского водохранилища (без бассейна Суры). Речной бассейн реки — (Верхняя) Волга до Куйбышевского водохранилища (без бассейна Оки).
Код объекта в государственном водном реестре — 08010400712112100000626.